# Бодліанська бібліотека
Бодліанська бібліотека (англ. Bodleian Library) — бібліотека Оксфордського університету, поряд з Ватиканською — одна з найстаріших бібліотек в Європі, друга в країні після Британської бібліотеки за величиною бібліотечних фондів. З 1610 року (офіційно — з 1662) наділена правом на отримання обов'язкового примірника усіх видань, що випускаються в країні.

## Історія
Бібліотека носить ім'я сера Томаса Бодлі (1545—1613) — відомого збирача стародавніх манускриптів, який перебував на дипломатичній службі королеви Єлизавети. Тим часом її засновником слід вважати єпископа Томаса де Кобема (пом. 1327), що перший створив при Оксфордському університеті невелике зібрання книг, прикутих до полиць ланцюгами, щоб їх не виносили за межі будівлі.
1410 року бібліотека перейшла в повне розпорядження університету, а трохи пізніше розширенням університетських бібліотечних фондів опікувався герцог Гамфрі Глостерський . Завдяки його зусиллям в 1450 році бібліотека переїхала в нове, більше приміщення, в якому частина бібліотеки перебуває донині. При перших Тюдорах університет зубожів, Едуард VI експропріював його книжкові колекції, навіть самі книжкові шафи було розпродано.
1602 року Томас Бодлі не тільки відновив бібліотеку, але й допоміг їй з новими приміщеннями. Він заповів університету своє книжкове зібрання, дбав про придбання книг з Туреччини і навіть з Китаю. Протягом наступних століть для розміщення бібліотечних фондів, які безперервно зростають, було споруджено кілька нових будівель, включаючи ротонду Радкліф (1737-69) — шедевр британського палладіанства .

## Структура

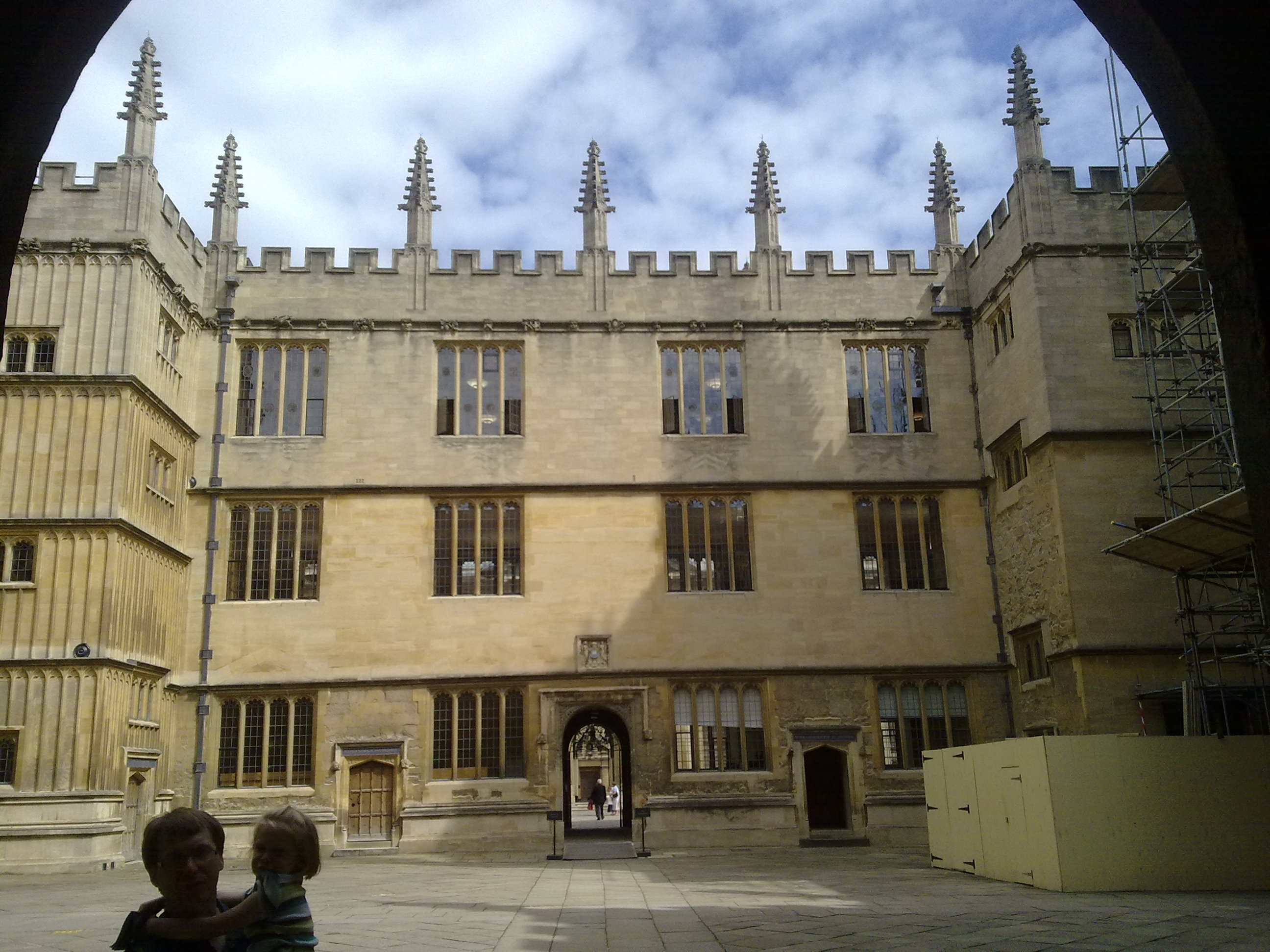
У дворі центрального корпусу бібліотеки

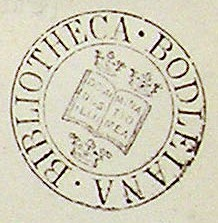
Бібліотечна печатка

Окрім головного корпусу бібліотека має багато книгосховищ та 9 філій в Оксфорді:
- Bodleian Japanese Library
- Bodleian Law Library
- Hooke Library
- Indian Institute Library
- Oriental Institute Library
- Philosophy Library
- Radcliffe Science Library
- Bodleian Library of Commonwealth and African Studies im Rhodes House
- Vere Harmsworth Library

## Скарби бібліотеки
Рукописні збірки

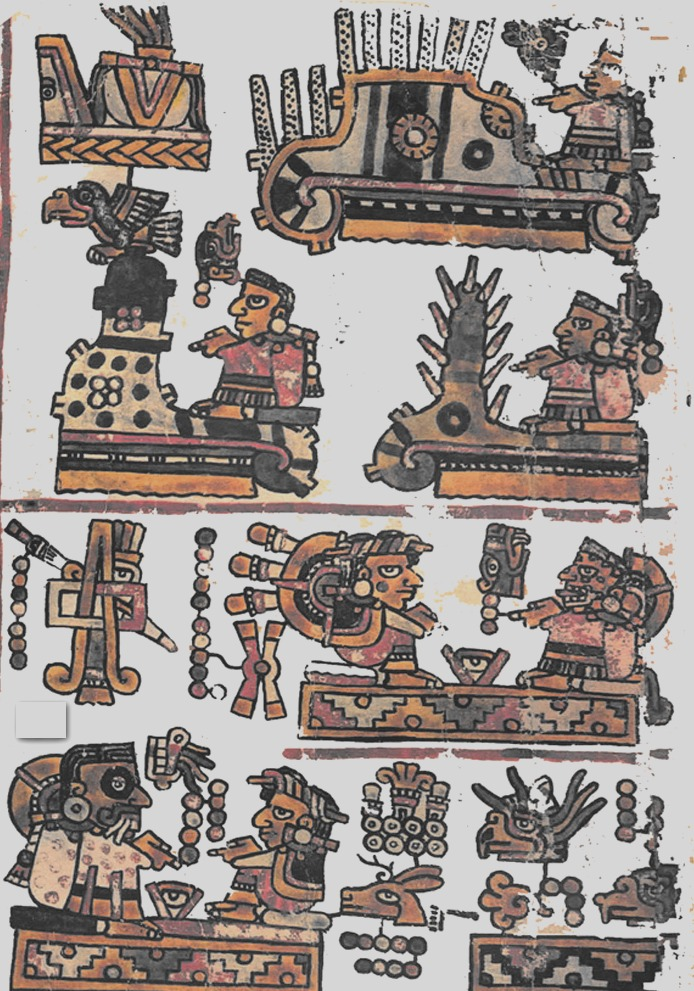
Фрагмент кодексу Бодлі

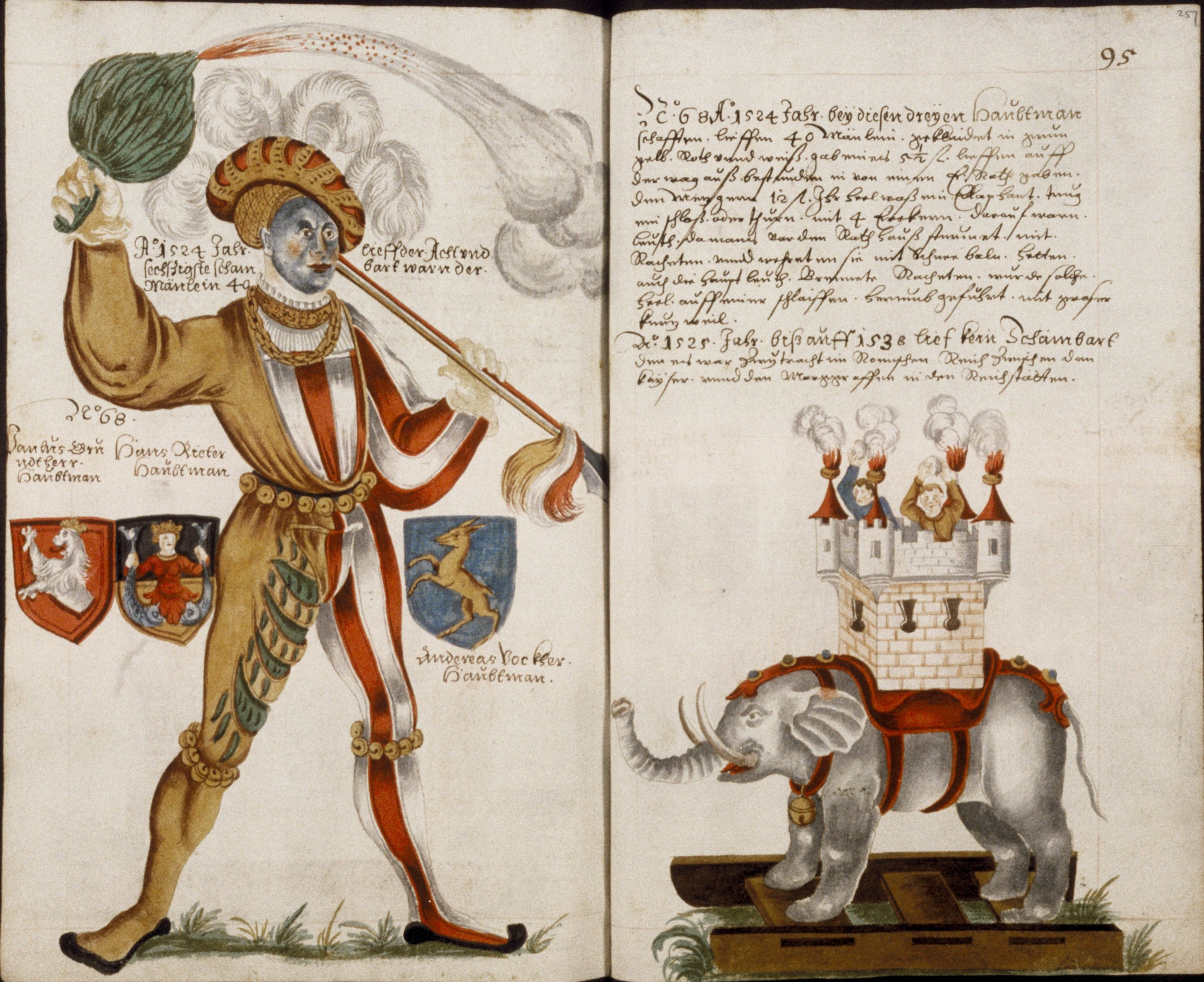
Одна зі сторінок Шембартської книги, Нюрнберг, 1590—1640

- Рукописи Ешмола (Ashmole Manuscripts), колекція рукописів, зібрана Еліасом Ешмолом.
- Рукописи Карта (Carte Manuscripts), колекція рукописів історика Томаса Карта (1686—1754)
- Рукописи Дауса (Douce Manuscripts), колекція рукописів, передана бібліотеці сером Френсісом Дуасом в 1834 році.
- Рукописи Лауда (Laud Manuscripts), передані бібліотеці архієпископом Вільямом Лаудом між 1635 та 1640 роками.
- Листи поета Персі Біші Шеллі.

Окремі рукописи
- Кодекс Бодлі (Codex Bodley) — важливе історіографічне джерело міштекської культури.
- Кодекс Ебнеріанус (Codex Ebnerianus) — грецький рукопис Нового Завіту XII століття
- Кодекс Лаудіанус (Codex Laudianus) — грецький рукопис Нового Завіту VI століття
- Кодекс Лод (Codex Laud) — важливе історіографічне джерело міштекської культури.
- Кодекс Мендоса, або Кодекс Мендосіано (Codex Mendoza) — створений анонімним автором приблизно в 1547 році в Мехіко, один з найкраще збережених ацтецьких рукописів.
- Кодекс Тишендорфа III (Codex Tischendorfianus III) — унціальний манускрипт IX століття з текстом Євангелій.
- Кодекс Тишендорфа IV (Codex Tischendorfianus IV) — унціальний манускрипт X століття з текстом Євангелій.
- Рукопис Huntington MS 17 — унціальний двомовний (богарсько (коптсько-) — арабський) манускрипт X століття з текстом Нового Завіту.
- Шембардська книга (Schembartbuch), Нюрнберг, 1590—1640.
- Велика хартія вольностей (чотири копії)
- Пісня про Роланда, так званий Оксфордський рукопис, найдавніша збережена копія твору (1170—1180).
- Манускрипт Вернона (Vernon Manuscript, Oxford, Bodleian Library, MS Eng. poet.a.1), найдовший та найкраще збережений рукопис, написаний середньоанглійською мовою.[3][4]

Друковані книги
- Біблія Гутенберга, бл. 1455, один з 42 збережених примірників.
- Перші видання Шекспіра, 1623